# Чолаков, Станчо
Станчо Григоров Чолаков (25 января 1900, Никюп, Княжество Болгария — 18 мая 1981, София, НРБ) — болгарский государственный и общественный деятель, финансист, экономист, редактор, педагог, профессор (1937), ректор Высшей коммерческой школы в Варне.

## Биография
В молодости учительствовал. В 1925 году получил высшее экономическое образование в Варне, в 1928 году — изучал политологию в университете Берлина. В 1928—1944 годах преподавал в Высшей коммерческой школе в Варне. С 1937 года — профессор, в 1939—1943 годах — главный редактор журнала «Экономист». Участвовал в заседаниях Болгарского экономического общества.
В 1934 году был в числе активных участников подготовки к перевороту 19 мая. В 1934—1935 годах был главой Экономического кабинета при Совете министров, а в 1937 году — директором «Продовольственного экспорта».
Как член нелегального Патриотического фронта Болгарии был арестован и интернирован.
После 9 сентября 1944 года, когда Отечественный фронт совершил переворот, в результате которого Болгария заключила перемирие с Советским Союзом и включилась в войну против Германии, С. Чолаков вернулся из ссылки и был назначен министром народного образования (9 сентября 1944 — 2 октября 1945) в правительстве Кимона Георгиева, затем — министром финансов (17 августа 1945 — 31 марта 1946). Один из авторов провозглашения первого правительства Отечественного фронта. Во время перестановки в кабинете министров 31 марта 1946 года был снят с должности после того, как советское правительство раскритиковало его как защитника частной собственности.
С марта по октябрь 1946 года был управляющим Болгарского народного банка.
С октября 1944 года — заместитель председателя центрального аппарата организации «Звено». С 1944 по 1947 год — председатель Союза дипломированных бухгалтеров страны. Организовал и руководил факультетом экономики строительства в Государственном политехническом институте в Софии, где преподавал с 1944 по 1965 год. С 1952 и до своей смерти, читал курс лекций по финансам в капиталистических странах в Высшем институте экономики им. Карла Маркса. Был ректором Высшей коммерческой школы.
В 1945—1946 годах — депутат Народного собрания Болгарии.
Автор ряда научных трудов и статей, в том числе, учебников по финансам.

## Избранные труды
- «Курс по финансово стопанство» (1935)
- «Данъкът като отношение между държавата и лицата» (1936)
- «Записки по стопанска география. Лекции» (1936)
- «Наука за общинското самоуправление» (1936)
- «Обществено-стопанска характеристика на българската индустрия» (1936)
- «Търговските дългове на България в системата на земната политика» (1938)
- «Доходната структура на земеделскиите ни стопанства» (1938)
- «Наука за стопанското предприятие и неговият баланс» (1938)
- «Финансова политика. Ч. II. Дълговете на България» (1939)
- «Данъчното напрежение на един народ в мирно и във военно време» (1940)
- «Курс по наука за финансовото стопанство. Т. I—III» (1947)
- «Курс по финансово стопанство. Т. IV» (1947)